# Гончарі (Миргородський район)
Гончарі́ — село в Україні, у Шишацькій селищній громаді Миргородського району Полтавської області. Населення становить 46 осіб. До 2020 року орган місцевого самоврядування — Яреськівська сільська рада.

## Географія
Село Гончарі примикає до села Лещани, на відстані 1 км знаходиться село Чорнобаї, за 1,5 км — сіл Федунка та Сагайдак. По селу протікає струмок з загатою. Поруч проходить залізниця, станція Федунка за 2 км.

## Історія
12 червня 2020 року, відповідно до розпорядження Кабінету Міністрів України № 721-р «Про визначення адміністративних центрів та затвердження територій територіальних громад Полтавської області», село увійшло до складу Шишацької селищної громади.
19 липня 2020 року, в результаті адміністративно-територіальної реформи та ліквідації Шишацького району, село ввійшло до складу новоутвореного Миргородського району Полтавської області.